# Supercoppa spagnola 2013 (pallavolo maschile)
La Supercoppa spagnola 2013 si è svolta il 5 ottobre 2013: al torneo hanno partecipato due squadre di club spagnole e la vittoria finale è andata per la terza volta, la seconda consecutiva, al Teruel.

## Regolamento
Le squadre hanno disputato una gara unica.

## Squadre partecipanti
| Squadra | Qualificazione                  | Ultima partecipazione    |
| ------- | ------------------------------- | ------------------------ |
| Almería | Vincitrice SVM 2012-13          | Supercoppa spagnola 2011 |
| Teruel  | Vincitrice Coppa del Re 2012-13 | Supercoppa spagnola 2012 |

## Torneo
| 5 ottobre 2013 Pab. Los Planos, Teruel Durata: 1h:17 - Spettatori: 2 000 | Teruel | 3 - 0 | Almería | 25-19, 25-22, 25-21 |